# Laze pri Vačah
Laze pri Vačah – wieś w Słowenii, w gminie Litija. W 2018 roku liczyła 35 mieszkańców.